# 탐바쿤다주

탐바쿤다주의 위치

탐바쿤다주(프랑스어: Région de Tambacounda)는 세네갈의 주로, 주도는 탐바쿤다이며 면적은 59,602km2, 인구는 649,854명(2011년 기준)이다. 4개의 하위 행정 구역(바켈, 구디리, 쿰펜툼, 탐바쿤다)을 관할한다.